# زالان زومبوري
زالان زومبوري (بالمجرية: Zombori Zalán)‏ هو لاعب كرة قدم مجري في مركز الوسط، ولد في 25 مايو 1975 في بيتش في المجر. شارك مع منتخب المجر لكرة القدم. أما مع النوادي، فقد لعب مع نادي أويبست ونادي بودابست هونفيد ونادي فاساس ونادي فيرينتسفاروشي ونادي مول فيهيرفار.

## وصلات خارجية
- زالان زومبوري على موقع قاعدة بيانات كرة القدم.إي يو (الإنجليزية)
- زالان زومبوري على موقع ناشيونال فوتبول تيمز (الإنجليزية)